# Klaus Niehr
Klaus Niehr (* 13. August 1955 in Kaldenkirchen) ist ein deutscher Kunsthistoriker.

## Biographie
Klaus Niehr studierte Kunstgeschichte, ältere Germanistik und Romanistik und wurde 1987 an der Universität Bonn mit einer Arbeit über mitteldeutsche Skulptur des 13. Jahrhunderts promoviert. Bis 1992 war er wissenschaftlicher Mitarbeiter an der Freien Universität Berlin, wo er sich 1996 habilitierte. 1993/94 übernahm er eine Gastprofessur an der Humboldt-Universität und an der Hochschule der Künste in Berlin. Ab 1997 hatte er eine Hochschuldozentur an der Universität Marburg inne. Nach einer Vertretungsprofessur an der Universität Basel war er seit 2004 Professor für Kunstgeschichte an der Universität Osnabrück. 2021 ging er in den Ruhestand.
Die Schwerpunkte seiner Forschung liegen im Bereich der Architektur und Bildkünste des Mittelalters und der Frühen Neuzeit. Im Zentrum stehen dabei die politische Instrumentalisierung der Künste wie die durch sie stattfindende Repräsentation der Wirklichkeit. Ein weiteres Gebiet seiner Arbeit ist die Wissenschaftsgeschichte, speziell die Mittelalterrezeption in Text und Bild vom 18. bis zum 20. Jahrhundert, wie die Ausbildung von Kategorien kunsthistorischer Ordnung und Wertung.
Niehr ist seit 2008 Mitglied der Historischen Kommission für Niedersachsen und Bremen sowie seit 2010 ordentliches Mitglied der Akademie der Wissenschaften zu Göttingen.

## Buchpublikationen
Als Autor
- Die mitteldeutsche Skulptur der ersten Hälfte des 13. Jahrhunderts. VCH, Weinheim 1992, ISBN 3-527-17766-3 (Dissertation, Universität Bonn, 1987).
- Gotikbilder – Gotiktheorien. Studien zur Wahrnehmung und Erforschung mittelalterlicher Architektur in Deutschland zwischen ca. 1750 und 1850. Mann, Berlin 1999, ISBN 3-7861-1878-7 (Habilitationsschrift, FU Berlin, 1996).
- Die Kunst des Mittelalters. Band II: 1200–1500. Beck, München 2009, ISBN 978-3-406-57883-0.
- Schale und Kern. Fünf Bausteine zum Osnabrücker Schloss (= Osnabrücker Universitätsreden. Bd. 5). V&R unipress, Göttingen 2011, ISBN 978-3-89971-887-4.
- mit Susanne Tauss: Wildnis und Paradies. Schlösser, Gärten, Sehnsuchtsorte der Sophie von der Pfalz. Schnell & Steiner, Regensburg 2021, ISBN 978-3-7954-3601-8.
- Das Osnabrücker Schloss. (= Große Kunstführer. Bd. 294). Schnell & Steiner, Regensburg 2021, ISBN 978-3-7954-3613-1.

Als Herausgeber
- mit Ingo Herklotz und Ulrich Schütte: Marburger Studien zur Kunst- und Kulturgeschichte, Bd. 1–8, 2000–2005.
- mit Katharina Krause und Eva-Maria Hanebutt-Benz: Bilderlust und Lesefrüchte. Das illustrierte Kunstbuch von 1750 bis 1920. Seemann, Leipzig 2005, ISBN 3-86502-093-3.
- mit Katharina Krause: Kunstwerk – Abbild – Buch. Das illustrierte Kunstbuch von 1730 bis 1930. Deutscher Kunstverlag, München/Berlin, 2007, ISBN 978-3-422-06696-0.
- Historische Stadtansichten aus Niedersachsen und Bremen 1450–1850. Wallstein, Göttingen 2014, ISBN 978-3-8353-1534-1.
- Historismus im Bistum Osnabrück. Alexander Behnes, Heinrich Seling, Ernst Schnelle und die Beschäftigung mit der Vergangenheit in Architektur und Kunst um 1900. Rasch, Bramsche 2014, ISBN 978-3-89946-234-0.
- mit Melanie Ulz und Antje Busch-Sperveslage: Osnabrück. Ein Führer zur Architektur und zu den Denkmälern der Stadt. Michael Imhof Verlag, Petersberg 2018, ISBN 978-3-7319-0082-5.
- mit Ulrich Schütte, Hubert Locher, Jochen Sander und Xenia Stolzenberg: Mittelalterliche Retabel in Hessen, Bd. 1: Bildsprache, Bildgestalt, Bildgebrauch, Bd. 2: Werke, Kontexte, Ensembles (= Studien zur internationalen Architektur- und Kunstgeschichte, Bd. 166), Michael Imhof Verlag, Petersberg 2019, ISBN 978-3-7319-0197-6.
- mit Judith Tralles: Welfen Sammeln Dürer (= Ausstellungskataloge der Herzog August Bibliothek, Nr. 100), Harrassowitz, Wiesbaden 2019, ISBN 978-3-447-11273-4.
- mit Beate Braun-Niehr, Christina Meckelnborg, Rüdiger von Schnurbein und Fabian Kolb: Das Brandenburger Evangelistar: Faksimile-Edition der Handschrift Ms. 1 des Domstifts Brandenburg. Quaternio Verlag, Luzern 2021, ISBN 978-3-905924-75-6.